# Бровелло-Карпуньїно
Бровелло-Карпуньїно (італ. Brovello-Carpugnino, п'єм. Brovel e Carpignin) — муніципалітет в Італії, у регіоні П'ємонт,  провінція Вербано-Кузіо-Оссола.
Бровелло-Карпуньїно розташоване на відстані близько 550 км на північний захід від Рима, 110 км на північний схід від Турина, 10 км на південь від Вербанії.

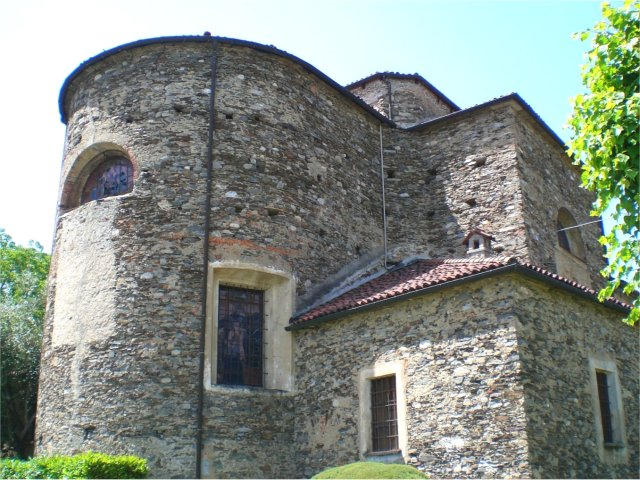

Населення — 710 осіб (2014).
Покровитель — святий Рох.

## Демографія
Населення за роками:

Станом на 1 січня 2023 року в муніципалітеті офіційно проживало 38 іноземців з 19 країн, серед них 7 громадян країн Євросоюзу та 3 громадяни України.

## Сусідні муніципалітети
- Армено
- Джиньєзе
- Леза
- Массіно-Вісконті
- Стреза